# Josef Kramp
Josef Kramp (* 19. Juni 1886 in Kerpen; † 14. Juni 1940 in Frankfurt am Main) war ein deutscher Jesuit und Theologe.

## Leben
Am 3. Mai 1905 trat er in die Gesellschaft Jesu ein. Er studierte Philosophie und Theologie in Exaeten und Valkenburg aan de Geul. Er war Lehrer in Bombay. Ab 1920 war er liturgisch-dogmatischer Schriftsteller. Er starb an Herzschwäche im St. Marienkrankenhaus Frankfurt. Er wurde auf dem Südfriedhof (Frankfurt am Main) begraben.

## Schriften (Auswahl)
- Opfergedanke und Meßliturgie. Erklärung der kirchlichen Opfergebete. Regensburg 1923, OCLC 898509494.
- Vom Sinn und Geist der Karwoche. Freiburg im Breisgau 1923, OCLC 1123638002.
- Die Opferanschauungen der römischen Messliturgie. Liturgie- und dogmengeschichtliche Untersuchung. Regensburg 1924, OCLC 898509931.
- Eucharistia. Von ihrem Wesen und ihrem Kult. Freiburg im Breisgau 1924, OCLC 1203513141.